# Mateu I de Constantinoble
Mateu I (en grec medieval Ματθαῖος Α') va ser patriarca de Constantinoble de l'any 1397 al 1410, amb una breu interrupció entre els anys 1402 i 1403.
Amb quinze anys va entrar a un monestir per fer-se monjo. Va ser ordenat diaca i després sacerdot i metropolità de Cízic l'any 1387, quan era patriarca de Constantinoble Nil I, del que havia estat deixeble. Manuel II Paleòleg el va nomenar patriarca l'any 1397 però molt aviat va tenir l'oposició dels metropolitans Macari d'Ancira i Mateu de Medea, que el van excomunicar en un sínode l'any 1402, aprofitant que l'emperador havia anat a Occident. Quan va tornar el va restaurar al seu lloc, i va governar l'Església Ortodoxa fins a la seva mort l'any 1410.